# Servon-Melzicourt
Servon-Melzicourt és un municipi francès, situat al departament del Marne i a la regió del Gran Est. L'any 2007 tenia 122 habitants.

## Demografia

### Població
El 2007 la població de fet de Servon-Melzicourt era de 122 persones. Hi havia 42 famílies, de les quals 4 eren unipersonals (4 homes vivint sols), 17 parelles sense fills i 21 parelles amb fills.
La població ha evolucionat segons el següent gràfic:
Habitants censats

### Habitatges
El 2007 hi havia 54 habitatges, 43 eren l'habitatge principal de la família, 5 eren segones residències i 6 estaven desocupats. 52 eren cases i 1 era un apartament. Dels 43 habitatges principals, 41 estaven ocupats pels seus propietaris i 2 estaven llogats i ocupats pels llogaters; 1 tenia tres cambres, 8 en tenien quatre i 33 en tenien cinc o més. 37 habitatges disposaven pel capbaix d'una plaça de pàrquing. A 19 habitatges hi havia un automòbil i a 19 n'hi havia dos o més.

### Piràmide de població
La piràmide de població per edats i sexe el 2009 era:
| Homes | Edats   | Dones |
| ----- | ------- | ----- |
| 0     | 95 o +  | 0     |
| 0     | 90 a 94 | 1     |
| 0     | 85 a 89 | 1     |
| 1     | 80 a 84 | 2     |
| 2     | 75 a 79 | 3     |
| 2     | 70 a 74 | 2     |
| 5     | 65 a 69 | 3     |
| 3     | 60 a 64 | 3     |
| 4     | 55 a 59 | 4     |
| 2     | 50 a 54 | 6     |
| 3     | 45 a 49 | 4     |
| 3     | 40 a 44 | 2     |
| 4     | 35 a 39 | 4     |
| 4     | 30 a 34 | 1     |
| 8     | 25 a 29 | 4     |
| 3     | 20 a 24 | 4     |
| 5     | 15 a 19 | 3     |
| 8     | 10 a 14 | 2     |
| 0     | 5 a 9   | 3     |
| 2     | 0 a 4   | 3     |

## Economia
El 2007 la població en edat de treballar era de 73 persones, 49 eren actives i 24 eren inactives. De les 49 persones actives 43 estaven ocupades (26 homes i 17 dones) i 6 estaven aturades (2 homes i 4 dones). De les 24 persones inactives 5 estaven jubilades, 12 estaven estudiant i 7 estaven classificades com a «altres inactius».
Activitats econòmiques
Dels 2 establiments que hi havia el 2007, 1 era d'una empresa d'hostatgeria i restauració i 1 d'una empresa de serveis.
L'any 2000 a Servon-Melzicourt hi havia 10 explotacions agrícoles que ocupaven un total de 1.290 hectàrees.

## Poblacions més properes
El següent diagrama mostra les poblacions més properes.